# 28. pehotni polk (Avstro-Ogrska)
Za druge 28. polke glejte 28. polk.
28. pehotni polk (izvirno nemško Infanterie-Regiment Nr. 28; dobesedno slovensko: Pehotni polk št. 28) je bil pehotni polk avstro-ogrske skupne vojske.

## Poimenovanje
- Böhmisches Infanterie Regiment »Viktor Emanuel III. König von Italien« Nr. 28/Bohemijski pehotni polk »Viktor Emanuel III. kralj Italije« št. 28
- Infanterie Regiment Nr. 28 (1915 - 1918)

## Zgodovina
Polk je bil ustanovljen leta 1698. 

### Prva svetovna vojna
Polkovna narodnostna sestava leta 1914 je bila sledeča: 95% Čehov in 5% drugih. Naborni okraj polka je bil v Pragi, pri čemer so bile polkovne enote garnizirane sledeče: Praga (štab, I. bataljon), Schlanders (II. bataljon), Innsbruck (III. bataljon) in Male (IV. bataljon).
Med prvo svetovno vojno se je polkovni 10. pohodni bataljon bojeval tudi na soški fronti in sicer med drugo soško ofenzivo. Bataljon je opral polkovno čast, saj sta v začetku aprila 1915 v Karpatih dva bataljona (ob zvokih polkovne garde) v celoti prestopila na rusko stran; posledično je bil celoten polk črtan iz seznama polkov, nakar pa so iz jedra 10. pohodnega bataljona ponovno ustanovili polk. V avstrijskem protinapadu 4. junija 1917, med deseto soško ofenzivo, se je polk izkazal v bojih, pri čemer je izgubil 29 častnikov (8 padlih, 21 ranjenih) in 1170 vojakov (300 padlih in 870 ranjenih); to je predstavljalo skoraj dve tretjini moštva.
V sklopu t. i. Conradovih reform leta 1918 (od junija naprej) je bilo znižano število polkovnih bataljonov na 3.

## Organizacija
1918 (po reformi)
- 2. bataljon
- 3. bataljon
- 4. bataljon

## Poveljniki polka
- 1859: Alexander von Lebzeltern[10]
- 1865: Alexander von Lebzeltern[11]
- 1879: Alexander Heimbach[12]
- 1908: Franz Daniel[13]
- 1914: Ferdinand Sedlaczek[1]